# Prstná
Prstná (pol.: Pierstna, hist. pol. Piersna německy Prstna) je vesnice, část obce Petrovice u Karviné v okrese Karviná. Nachází se asi 2 km na severovýchod od Petrovic u Karviné. V roce 2009 zde bylo evidováno 173 adres. V roce 2001 zde trvale žilo 419 obyvatel.
Prstná je také název katastrálního území o rozloze 3,67 km2

## Název
Jméno vesnice je přídavné jméno od obecného prsť - "hlína". Jméno se tedy dá interpretovat jako "Hliněná" (tj. ves).

## Historie
První písemná zmínka o vesnici pochází z roku 1448. Mezi prvé majitele Prstné patřil mezi léty 1573 až 1592 Jiří Pilar z Plhu a po něm jeho syn. Roku 1796 prodal vesnici Jan Larisch-Mönnich Vojtěchu Gussnarovi z Komorné, aby ji po pár létech dostal nazpět. Jan Larisch-Mönnich ji vlastnil až do pozemkové reformy uskutečněné po 1. světové válce.
V říjnu 1938 byla Prstná zabrána Polskem a následně okupována nacisty od kterých byla svobozena 1. května 1945 Sovětskou armádou.

## Pamětihodnost
V Prstné je empírový zámek s anglickým parkem postavený koncem 18. století Vojtěchem Gussnarem, v roce 1893 se stal majitelem zámku Jindřich Larisch-Mönnich. V 1978 začala jeho rozsáhlá rekonstrukce a roku 1999 byl vydán restituentům. V zámečku je stylová vinárna.